# Jean Valade
 (février 2012).
Si vous disposez d'ouvrages ou d'articles de référence ou si vous connaissez des sites web de qualité traitant du thème abordé ici, merci de compléter l'article en donnant les références utiles à sa vérifiabilité et en les liant à la section « Notes et références ».

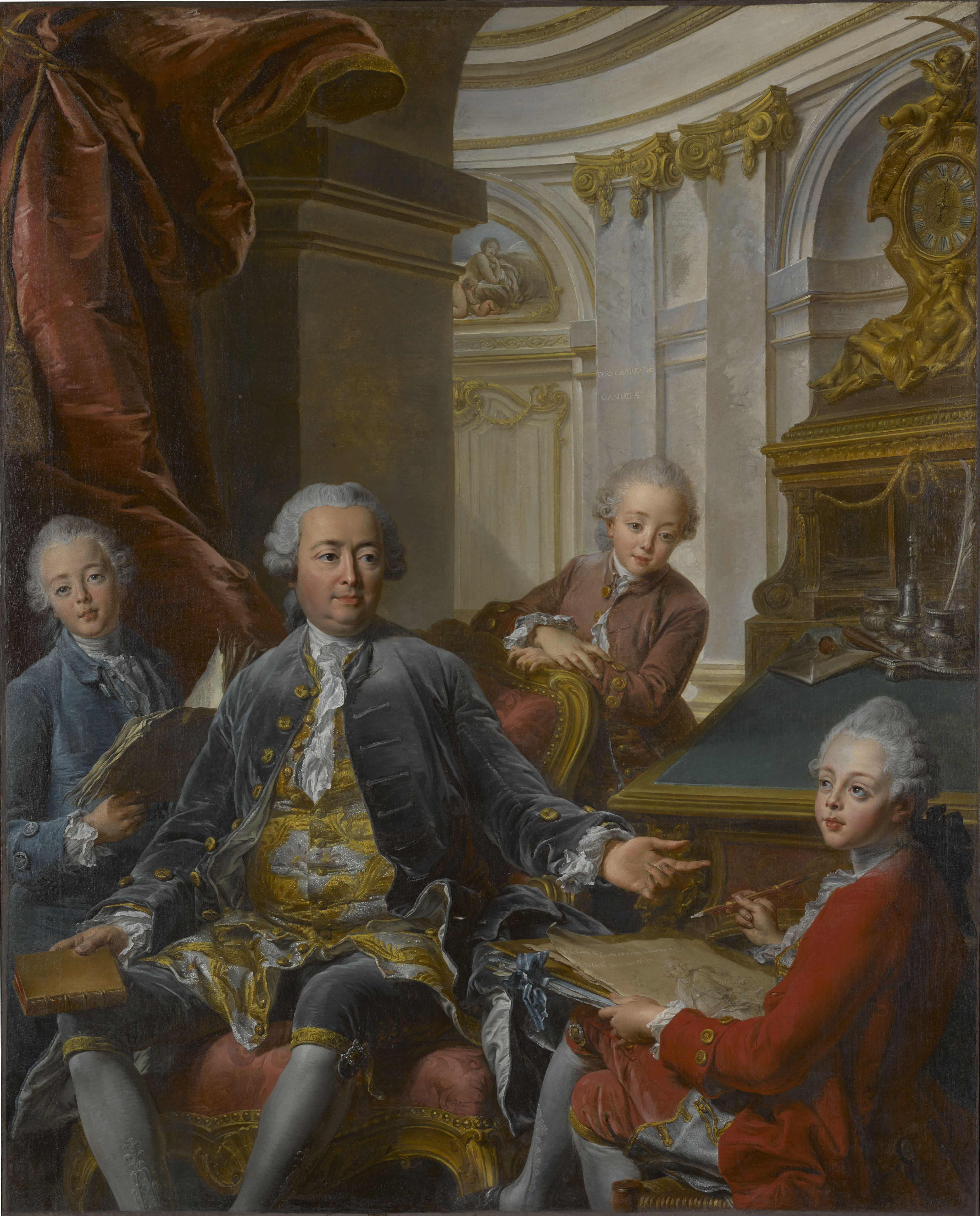
portrait de M. Carré de Candé et ses fils (1770), château de Maisons

Jean Valade (baptisé le 27 novembre 1710, à Poitiers – décédé le 12 décembre 1787, à Paris), est un artiste peintre et pastelliste français du mouvement rococo, spécialisé dans le portrait.

## Biographie
Jean Valade est le fils de Léonard Valade, maître peintre, et de Marie Bellot. En 1739 il quitte Poitiers pour Paris. En 1750, il est reçu à l'Académie et est nommé académicien, le 29 septembre 1754. Il devient l’élève de Charles Antoine Coypel (1694-1752), le Premier peintre du roi et théoricien, membre de l’École française. Valade est nommé peintre ordinaire du roi.
Il participe à de nombreux salons entre 1751 et 1781. Diderot publie plusieurs critiques négatives de ses portraits. En 1769, celui-ci dénonce Valade à l'occasion du Salon, car, à ses yeux « [il] n'est pas un peintre pauvre mais un bien pauvre peintre, parce qu'on ne saurait faire deux métiers à la fois. »
Jean Valade est très apprécié comme portraitiste, et aussi comme spécialiste du pastel. ce qui lui vaut une importante clientèle de nobles et de bourgeois aisés. Marie-Hélène Trope, dans le catalogue de l'exposition Jean Valade, peintre ordinaire du roi (1710-1787), pense que Valade, s'adonne au commerce des œuvres d'art, d'où la remarque de Diderot citée plus haut.
Au cours des années 1760, il réalise, tant à l'huile qu'au pastel, le portrait de M. et Mme Faventines de Fontenille faisant de la musique ; ceux de Pierre et Élisabeth Faventines ; le portrait de Joseph Balthasar Gibert ; et celui de M. Carré de Candé. 
Jean Valade meurt le 12 décembre 1787 dans son appartement du cloître Saint-Honoré. Il souffrait de problèmes de rétention d’urine depuis des années. Il est enterré le lendemain dans le caveau de la chapelle de la Vierge de l’église Saint-Honoré, en présence de Jean-Baptiste Chaussard et Jean-Baptiste Adam, les maris de ses nièces. Il avait épousé Louise Gabrielle Rémond, le 20 novembre 1752, et n'a pas de descendance.

## Collections Publiques
- Dijon, Musée des beaux-arts de Dijon (Portrait d'Etienne Borot des Cottais)
- Maisons-Laffitte, Château de Maisons (Portrait de M. Carré de Candé et ses fils, Portrait de M. et Mme Faventines de Fontenille)
- Orléans, Musée des beaux-arts d'Orléans:Portrait de Madame Godefroid née Marie-Jacob van Merlen (1701-1775), 1755, pastel sur papier bleu marouflé sur toile, 74 x 59 cm[6].
- Paris, Musée du Louvre
- Paris, fresque du pavillon de l'Ermitage, de l'ancien château de Bagnolet, de la duchesse d'Orléans
- Poitiers, Musée Sainte-Croix (Le comte et la comtesse de Durfort, 1747)
- Saint-Quentin, musée Antoine-Lécuyer
- Versailles,  Château de Versailles et de Trianon